# Steven van der Sloot
Steven Ako van der Sloot (Limbe, 6 juli 2002) is een Nederlands-Kameroens voetballer die doorgaans als verdediger speelt. Hij verruilde in 2024 FC Schalke 04 voor ADO Den Haag.

## Clubcarrière

### Ajax
Steven van der Sloot speelde in de jeugd van Quick Steps, Haaglandia, ADO Den Haag, Feyenoord en AFC Ajax, waar hij in 2019 een contract tot medio 2022 tekende. In 2020 maakte hij de overstap naar Jong Ajax. Hij debuteerde voor dit team op 30 augustus 2020, in de met 0-4 verloren thuiswedstrijd tegen Roda JC Kerkrade. Hij begon in de basis en werd in de 61e minuut vervangen door Liam van Gelderen.

### FC Schalke 04
Nadat zijn contract bij Ajax afliep, maakte van der Sloot de transfervrije overstap naar FC Schalke 04. Daar sloot hij aan bij het tweede elftal.
Op 7 april 2024 maakte hij zijn debuut in het eerste elftal van Schalke 04 in de uitwedstrijd tegen Hannover '96. Die wedstrijd eindigde in 1-1. Hij speelde zeven wedstrijden voor het eerste elftal.

### ADO Den Haag
Medio 2024 maakte Van der Sloot de overstap naar ADO Den Haag. Hij debuteerde op 10 augustus tegen VVV-Venlo en pakte meteen een rode kaart. Hij is een onbetwiste basisspeler in het elftal van Darije Kalezić.

## Interland carrière
Met het Nederlands voetbalelftal onder 17 won hij het Europees kampioenschap voetbal mannen onder 17 - 2019.

### Beloften
| Seizoen         | Club            | Land               | Competitie      | Competitie | Competitie | Beker | Beker | Internationaal | Internationaal | Overig | Overig | Totaal | Totaal |
| Seizoen         | Club            | Land               | Competitie      | Wed.       | Dlp.       | Wed.  | Dlp.  | Wed.           | Dlp.           | Wed.   | Dlp.   | Wed.   | Dlp.   |
| --------------- | --------------- | ------------------ | --------------- | ---------- | ---------- | ----- | ----- | -------------- | -------------- | ------ | ------ | ------ | ------ |
| 2020/21         | Jong Ajax       | Vlag van Nederland | Eerste divisie  | 3          | 0          | 0     | 0     | 0              | 0              | 0      | 0      | 3      | 0      |
| 2021/22         | Jong Ajax       | Vlag van Nederland | Eerste divisie  | 10         | 0          | 0     | 0     | 0              | 0              | 0      | 0      | 10     | 0      |
| Club totaal     | Club totaal     | Club totaal        | Club totaal     | 13         | 0          | 0     | 0     | 0              | 0              | 0      | 0      | 13     | 0      |
| 2022/23         | FC Schalke 04   | Vlag van Duitsland | 2. Bundesliga   | 0          | 0          | 0     | 0     | 0              | 0              | 0      | 0      | 0      | 0      |
| 2023/24         | FC Schalke 04   | Vlag van Duitsland | 2. Bundesliga   | 6          | 0          | 0     | 0     | 0              | 0              | 0      | 0      | 6      | 0      |
| Carrière totaal | Carrière totaal | Carrière totaal    | Carrière totaal | 18         | 0          | 0     | 0     | 0              | 0              | 0      | 0      | 18     | 0      |

Bijgewerkt t/m 13 mei 2024.